# Rio Cudriava
O Rio Cudriava é um rio da Romênia, afluente do Ţibău, localizado no distrito de Suceava.